# Melora Hardin
Melora Hardin est une actrice américaine née le 29 juin 1967 à Houston, au Texas.

## Biographie
Fille du comédien Jerry Hardin (Gorge Profonde dans X-Files), elle commence sa carrière à dix ans. Elle est principalement connue pour avoir incarné la vice-présidente Jan Levinson-Gould (en) durant trois saisons dans la série The Office. Elle a aussi incarné la défunte femme de Monk (incarné par Tony Shalhoub) dans la série du même nom.
Au cinéma, elle fut la maîtresse du président des États-Unis, incarné par Gene Hackman dans Les Pleins Pouvoirs (Absolute Power) et la principale du lycée dans 17 ans encore. Elle a notamment participé aux films 27 robes et Hannah Montana, le film aux côtés de Billy Ray Cyrus et de sa fille Miley Cyrus.
En 1985, elle avait été choisie pour incarner la fiancée de Marty McFly dans le premier épisode de Retour vers le futur. Toutefois, elle est remplacée par Claudia Wells au bout de 4 mois de tournage, en raison du remplacement d'Eric Stoltz par Michael J. Fox. Ce dernier étant plus petit que Stoltz, elle devenait trop grande pour incarner ce rôle.
Depuis 2017, elle incarne Jacqueline Carlyle, la rédactrice en chef d'un magazine féminin, dans la série télévisée De celles qui osent.

## Vie privée
Depuis 1997, elle est mariée avec Gildart Jackson (né en septembre 1965) avec qui elle a eu deux enfants, Rory Melora Jackson et Piper Quincey Jackson.

## Filmographie sélective

### Cinéma
- 1979 : The North Avenue Irregulars de Bruce Bilson : Carmel Hill (Rev. Hill's Daughter)
- 1985 : Papa Was a Preacher de Steve Feke : Janette
- 1986 : Aigle de fer (Iron Eagle) de Sidney J. Furie : Katie
- 1986 : Soul Man de Steve Miner : Whitney Dunbar
- 1989 : Big Man on Campus de Jeremy Kagan : Cathy
- 1989 : La Boutique de l'orfèvre (La bottega dell'orefice) de Michael Anderson : Monica
- 1990 : Lambada de Joel Silberg : Sandy Thomas
- 1991 : The Rocketeer (The Rocketeer) de Joe Johnston : South Seas Club Singer
- 1993 : Reckless Kelly de Yahoo Serious (en) : Robin Banks
- 1994 : The Pornographer de Patrick Sheane Duncan : Sasha Leon Hoffner
- 1996 : The Undercover Kid de Linda Shayne : Clyde
- 1996 : Chameleon de Michael Pavone : Jill Hallman
- 1997 : Les Pleins Pouvoirs (Absolute Power) de Clint Eastwood : Christy Sullivan
- 1998 : Erasable You de Harry Bromley Davenport : Calamity
- 1999 : Seven Girlfriends de Michael Lazarus : Laura
- 2000 : Certain Guys de Stephen James : Mary Beth
- 2002 : Une nana au poil (Miss Populaire / The Hot Chick) de Tom Brady : Carol Spencer
- 2004 : El padrino de Damian Chapa : Jane
- 2005 : Thank You for Smoking de Jason Reitman : Interviewer
- 2006 : Burger Kill (Drive Thru) de Brendan Cowles et Shane Kuhn : Marcia Carpenter
- 2007 : The Dukes (en) de Robert Davi : Diane
- 2007 : Boxboarders! de Rob Hedden : Ruth Keene
- 2007 : The Violin de Inbar Gilboa : Gertrude Bloch
- 2007 : The Comebacks de Tom Brady : Barb Fields
- 2007 : 27 robes (27 Dresses) d'Anne Fletcher : Maureen
- 2009 : The Tub de Matia Karrell : The Woman
- 2009 : 17 ans encore (17 Again) de Burr Steers : Principal Jane Masterson
- 2009 : Hannah Montana, le film de Peter Chelsom : Lorelai
- 2009 : You de Melora Hardin : Miranda
- 2010 : Krunk Out de Michael Watkins : Mary O'Connor
- 2011 : I Melt with You de Mark Pellington : Jane
- 2012 : Zombie Hamlet de John Murlowski : Pam
- 2012 : La Belle et l'idiot de Bryce Clark : Mary Andrews
- 2014 : Isabelle Dances Into the Spotlight de Vince Marcello : Nancy Palmer
- 2015 : Renaissances de Tarsem Singh : Judy
- 2017 : Cruel Hearts de Paul Osborne : Grace
- 2017 : Golden Vanity de Max Abram : Mabel Montgomery-Mayflower
- 2017 : Anything de Timothy McNeil : Rita
- 2017 : The S.H.U de Aaron Fjellman
- 2017 : 33 Liberty Lane de Stephen Ayres : Connie
- 2023 : Monk, le retour de Randy Zisk : Trudy Monk

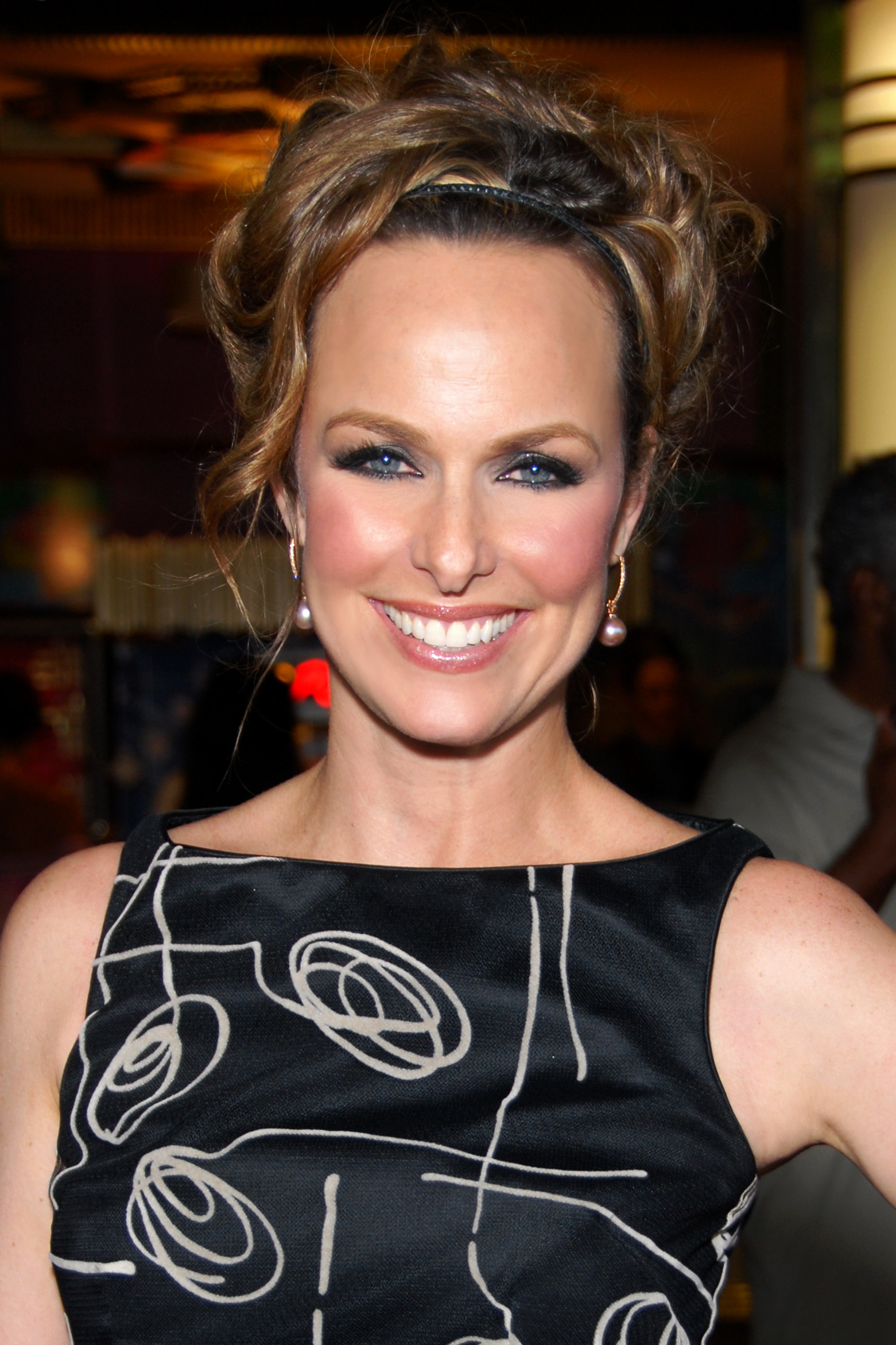
Melora Hardin en mai 2009

### Télévision

#### Séries télévisées
- 1977 : The Cliftwood Avenue Kids (série télévisée) : Melora
- 1977 : Thunder (en) (série télévisée) : Cindy Prescott (12 épisodes, 1977-1978)
- 1978 : La croisière s'amuse (The Love Boat) (série télévisée) : Courtney Chenault-Teenage Daughter (1 épisode)
- 1979 : Quincy (Quincy M.E.) (série télévisée) : Amanda (1 épisode)
- 1980 : Arnold et Willy (Diff'rent Strokes) (série télévisée) : Emily Morehouse (1 épisode)
- 1980 : ABC Afterschool Specials (série télévisée) : Amy Warner (1 épisode)
- 1980 : Secrets of Midland Heights (en) (série télévisée) : Micki Carroll (épisodes inconnus, 1980-1981)
- 1981-1984 : La Petite Maison dans la prairie (Little House on the Prairie) (série télévisée) :
  - saison 8, épisodes 1 & 2 : La Réincarnation de Nellie (The Reincarnation of Nellie: Part 1 & 2) : Belinda Stevens
  - saison 10, épisodes 1 & 2 : Le Chemin des Souvenirs (Look Back To Yesterday: Part 1 & 2) : Michele Pierson
- 1982 : Quincy (Quincy M.E.) (série télévisée) : Abigail « Abby » Garvin (1 épisode)
- 1983 : Magnum (Magnum, P.I.) (série télévisée) : Nancy Perkins Gillis (1 épisode)
- 1983 : The Family Tree (en) (série télévisée) : Tess Benjamin (épisodes inconnus)
- 1984 : Mama Malone (en) (série télévisée) : Kathleen (1 épisode)
- 1985 : The Best Times (en) (série télévisée) : Joy Villafranco
- 1986 : Hôtel (Hotel) (série télévisée) : Beth (1 épisode)
- 1988 : Dirty Dancing (en) (série télévisée) : Frances « Baby » Kellerman (11 épisodes)
- 1989 : L'Enfer du devoir (Tour of Duty) (série télévisée) : Christine Pierson (2 épisodes)
- 1992 : Mann & Machine (en) (série télévisée) : Louise Trotsky (1 épisode)
- 1992 : Code Quantum (Quantum Leap) (série TV) : Abigail Fuller (2 épisodes)
- 1993 : Coup de foudre à Miami (Moon Over Miami) (série TV) : Emily Booker (1 épisode)
- 1994 : Arabesque (Murder, She Wrote) (série télévisée) : Cindy Warrick (1 épisode)
- 1994 : Matlock (série télévisée) : Lisa Swift (1 épisode)
- 1994 : Loïs et Clark (Lois & Clark: The New Adventures of Superman) (série télévisée) : Molly Flynn (1 épisode)
- 1995 : Friends (série télévisée) : Celia (1 épisode)
- 1998 : Le Caméléon (The Pretender) (série télévisée) : Wendy (1 épisode)
- 2000 : FBI Family (en) (Cover Me) (série télévisée) : Barbara Arno (25 épisodes, 2000-2001)
- 2003 : NCIS : Enquêtes spéciales, Épisode 1.5, La Momie
- 2004 : Monk (série télévisée) : Trudy / Cameron (8 épisodes, 2004-2008)
- 2005 - 2013 : The Office (série télévisée) : Jan Levinson-Gould (46 épisodes, 2005-2013)
- 2006 : Gilmore Girls (série télévisée) : Carolyn "Lynnie" Bates (1 épisode, saison 6 épisode 22)[1]
- 2011 : Les Experts : Miami (CSI: Miami) (série télévisée) : Wendy Colton (1 épisode)
- 2014-2015 : Transparent (série télévisée) : Tammy Cashman
- 2016-2017 : Blacklist , Saison 4, Épisodes 13 et 14 : Isabella Stone
- 2017-2021 : De celles qui osent (The Bold Type) (série télévisée) : Jacqueline Carlyle

#### Téléfilms
- 1980 : Haywire, de Michael Tuchner : Brooke Hawyard, à 11 ans
- 1990 : Shangri-La Plaza, de Nick Castle : Amy
- 1992 : Miles from Nowhere, de Buzz Kulik : Teresa
- 1983 : Little House: Look Back to Yesterday, de Victor French : Michele Pierson
- 1994 : Golden Gate, de Randall Zisk : Susan Carlino
- 2008 : Loin du cœur (Mom, Dad and Her), d'Anne Wheeler : Emma

### Voix françaises
En France
| - Laurence Bréheret (7 fois) : - The Office US (2005-2013) - Loin du cœur (2008) - Hannah Montana, le film (2009) - Isabelle Dances Into the Spotlight (2014) - When We Rise (2017) - Blacklist (2017) - A Million Little Things (2019) - Anne Rondeleux (2 fois) : - Loïs et Clark : Les Nouvelles Aventures de Superman (1994) - Un catcheur au grand cœur (2010) | et aussi - Marie-Christine Robert dans Les Pleins Pouvoirs (1997) - Nayéli Forest dans Seven Girlfriends (1999) - Céline Monsarrat dans Une nana au poil (2002) - Cécile Musitelli dans Monk (2004-2009) - Françoise Cadol dans The Comebacks (2007) - Dominique Vallée dans 27 Robes (2008) - Dorothée Pousséo dans 17 ans encore (2009) - Marie-Frédérique Habert dans Falling Skies (2015) |

Au Québec

## Distinctions

### Nominations
- 2015 : Online Film & Television Association Awards de la meilleure actrice dans un second rôle dans une série télévisée dramatique pour Transparent
- Primetime Emmy Awards 2016 : Meilleure actrice invitée dans une série télévisée dramatique pour Transparent
- 2020 : Women's Image Network Awards du meilleur film réalisé par une femme pour De celles qui osent